# Sergei Pareiko
Sergei Pareiko (russisch Сергей Викторович Парейко; * 31. Januar 1977 in Tallinn) ist ein ehemaliger estnischer Fußballtorwart.

## Karriere
Pareiko begann seine Profikarriere beim estnischen Klub Tallinna Sadam, für den er vier Jahre lang als Stammtorwart spielte. Danach folgte ein Abstecher nach Italien zum AS Casale. Nach einer Saison kehrte er zurück nach Estland zum FC Levadia Tallinn. Dort spielte er eine Saison, bevor er zum russischen Klub Rotor Wolgograd und später zu Tom Tomsk wechselte.
In der Winterpause der Saison 2010/11 unterschrieb Pareiko einen Vertrag bei Wisła Krakau bis zum Jahr 2012. Bei seinem neuen Arbeitgeber wurde Pareiko bereits nach einem Monat von den Anhängern des Klubs aus Krakau zum Spieler des Monats März 2011 gekürt, vor Maor Melikson und Patryk Małecki. In seiner ersten Spielzeit in Polen sicherte sich Pareiko drei Spieltage vor Saisonende mit einem 1:0 gegen Cracovia den Meistertitel mit Wisła. Von 2013 bis 2015 spielte er für den russischen Erstligisten Wolga Nischni Nowgorod, ehe er im März 2015 nach Estland zu FC Levadia Tallinn zurückkehrte.

## Nationalmannschaft
Pareiko spielt für die Nationalmannschaft Estlands. Er debütierte am 31. August 1996 in einem Spiel gegen Belarus, als er in der 8. Minute für den verletzten Mart Poom eingewechselt wurde.

## Erfolge
- Polnischer Meister: 2011
- Estnischer Meister: 1999, 2000
- Estnischer Pokalsieger: 1996, 1997, 1999, 2000
- Estnischer Supercupsieger: 1997, 1999, 2000